# Diplothrix legatus
Genre
Espèce
Statut de conservation UICN

 EN  : En danger
Diplothrix legatus ou rat des Ryukyu est une espèce de rongeur de la famille des Muridae que l'on trouve uniquement au Japon. C'est la seule espèce du genre Diplothrix.